# Nojimaia nipponica
Nojimaia nipponica là một loài nhện trong họ Theridiidae. Chúng thuộc chi đơn loài Nojimaia và được Hajime Yoshida miêu tả năm 2009.